# Jillian Camarena-Williams

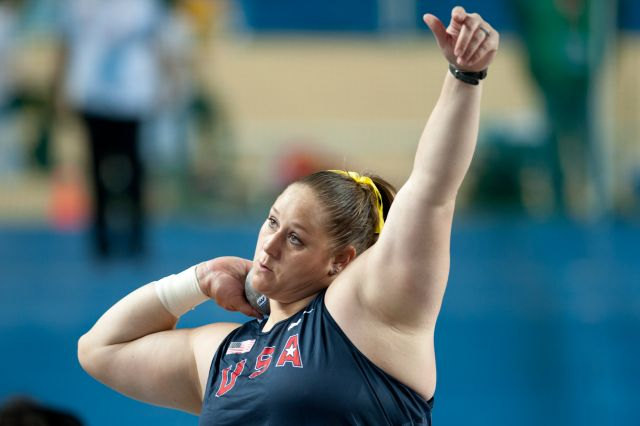
Camarena-Williams bei den Hallenweltmeisterschaften 2012 in Istanbul

Jillian Camarena-Williams (Jillian Mary "Jill" Camarena-Williams; * 2. März 1982 in Woodland) ist eine US-amerikanische Kugelstoßerin.
Bei den Hallenweltmeisterschaften 2006 in Moskau wurde sie Siebte. Im Jahr darauf wurde sie Vierte bei den Panamerikanischen Spielen in Rio de Janeiro, schied aber bei den Weltmeisterschaften in Osaka in der Qualifikation aus.
Einem zwölften Platz bei den Olympischen Spielen 2008 in Peking folgte ein weiteres Vorrundenaus bei den Weltmeisterschaften 2009 in Berlin.
2010 wurde Camarena-Williams zunächst Sechste bei den Hallenweltmeisterschaften in Doha und rückte nach den Doping-Disqualifikationen der Belarussinnen Nadseja Astaptschuk und Natallja Michnewitsch auf den vierten Rang vor. Beim Leichtathletik-Continental-Cup in Split erreichte sie den fünften Platz. Bei den Weltmeisterschaften 2011 in Daegu gewann sie Silber, nachdem die zunächst zweitplatzierte Nadseja Astaptschuk auch dort disqualifiziert wurde. 2012 kam sie bei den Hallenweltmeisterschaften in Istanbul auf den zunächst auf den vierten Rang und wegen der nachträglichen Disqualifikation Astaptschuks auf den Bronzeplatz.
Von 2005 bis 2011 wurde sie siebenmal in Folge US-Hallenmeisterin. Im Freien wurde sie bislang zweimal US-Meisterin (2006, 2010) und dreimal US-Vizemeisterin (2007, 2009, 2011).
Im Juli 2013 wurde sie bei einer Trainingskontrolle des Dopings überführt und für sechs Monate gesperrt.
Jillian Camarena-Williams ist 1,78 m groß und wiegt 113 kg. Sie wird von Craig Carter trainiert und startet für den New York Athletic Club. Bis 2004 studierte sie an der Stanford University. Ein weiteres Studium an der Brigham Young University unterbrach sie 2006, um professionelle Athletin zu werden. Am 5. September 2009 heiratete sie Dustin Williams.

## Persönliche Bestleistungen
- Kugelstoßen: 20,18 m, 8. Juli 2011, Saint-Denis
  - Halle: 19,87 m, 27. Februar 2011, Albuquerque
- Diskuswurf: 52,52 m, 31. Mai 2003, Stanford